# 新イタリア楽派
新イタリア楽派（しんイタリアがくは、伊: giovane scuola italiana）は、19世紀中頃より誕生し、1880年代から活躍したイタリア人作曲家、特にオペラ作曲家を指して用いられる概念である。
フランスのジュール・マスネ、およびドイツのリヒャルト・ワーグナーの影響を受け、重厚で色彩感に富むオーケストレーション、ライトモティーフ的語法の多用などを特徴とする。
この楽派に属する作曲家と一般に考えられているのはアントニオ・スマレーリア、アルフレード・カタラーニ、 ルッジェーロ・レオンカヴァッロ、ジャコモ・プッチーニ、アルベルト・フランケッティ、ピエトロ・マスカーニ、フランチェスコ・チレア、ウンベルト・ジョルダーノなどであり、彼らは大体において、1890年代から20世紀初頭にかけて隆盛をみたヴェリズモ・オペラの作曲家に重なる。
色彩感豊かなオーケストレーションという点に着目する場合、上記作曲家たちよりも若い世代に属し、必ずしも「ヴェリズモの作曲家」には該当しないフランコ・アルファーノやイタロ・モンテメッツィ、リッカルド・ザンドナーイなどもこの「新イタリア楽派」に含めて論じられることがある。また、新イタリア楽派と同世代ながらも、宗教音楽や器楽曲の作曲家であるロレンツォ・ペロージを、その一員に含める場合もある。
一方で、年齢的にはこの「第2グループ」に属するエルマンノ・ヴォルフ＝フェラーリは、その代表作のひとつ『マドンナの宝石（I gioielli della Madonna）』（1911年ベルリン初演）が典型的なヴェリズモ・オペラであるにもかかわらず、彼自身はもっぱらドイツで活動したこと、イタリアではカルロ・ゴルドーニの戯曲に基づくオペラ・ブッファの作品ばかりが評価されたということなどから、「新イタリア楽派」には含まないことが多い。同様に、オットリーノ・レスピーギはその受けた音楽教育、長じての作風ともこの楽派とはまったく異質の存在であった。
第1次世界大戦後は、ピツェッティ、マリピエロ、カゼッラ、ゲディーニ、リエティなど、1880年代以降に生まれた、器楽曲の創作を歌劇よりも重視する新世代の陰に隠れるようになった。